# Leersia oryzoides
Espèce
Statut de conservation UICN

LC : Préoccupation mineure
Leersia oryzoides, la Léersie faux-riz, est une espèce de plantes monocotylédones de la famille des Poaceae, sous-famille des Oryzoideae, largement répandue en Europe, en Asie et en Amérique du Nord.

## Description
Ce sont des plantes herbacées vivaces aux rhizomes allongés, aux tiges (chaumes) dressées ou géniculées ascendantes ou décombantes, pouvant atteindre 120 cm de long.

## Usages
Cette plante fournit habitat et nourriture (graines, rhizomes) pour la faune des zones humides, notamment les oiseaux aquatiques. Elle peut être utilisée pour restaurer les zones humides et stabiliser les sols le long des cours d'eau et fossés, et atténuer le ruissellement agricole.
C'est également une adventice des rizières, qui est en outre l'hôte alternatif du virus de la jaunisse nanisante de l'orge (ByYDV, Barley Yellow Dwarf Luteovirus), agent phytopathogène responsable aussi de la jaunisse du riz. 

## Synonymes
Selon Catalogue of Life (27 avril 2017) :
- Asperella oryzoides (L.) Lam.
- Asprella flexuosa Dulac, nom. superfl.
- Asprella oryzoides (L.) Schreb.
- Ehrharta clandestina Weber
- Homalocenchrus oryzoides (L.) Mieg ex Pollich
- Leersia asperrima Willd. ex Trin., pro syn.
- Leersia oryzoides f. clandestina (Weber) Eames
- Leersia oryzoides f. glabra Eaton
- Leersia oryzoides f. inclusa (Weisbord ex Baen.) Dörfl.
- Leersia oryzoides f. maculosa (Waisb.) Soó
- Leersia oryzoides f. picta (Waisb.) Soó
- Oryza clandestina (Weber) A.Braun ex Asch.
- Oryza clandestina f. inclusa Weisbord ex Baen.
- Oryza clandestina f. maculosa Waisb.
- Oryza clandestina f. patens Weisbord ex Baen.
- Oryza clandestina f. picta Waisb.
- Oryza oryzoides (L.) Dalla Torre & Sarnth.
- Phalaris oryzoides L.
- Poa hoffmanniana Opiz, nom. nud.
- Poa paludosa Honck.

## Liste des sous-espèces et variétés
Selon Tropicos (27 avril 2017) (Attention liste brute contenant possiblement des synonymes) :
- Leersia oryzoides subsp. japonica (Hack.) T. Koyama
- Leersia oryzoides var. japonica Hack.
- Leersia oryzoides var. latifolia Honda
- Leersia oryzoides var. oryzoides
- Leersia oryzoides var. virginica (Willd.) Poir.